# Haloragis masatierrana
Haloragis masatierrana är en slingeväxtart som beskrevs av Carl Skottsberg. Haloragis masatierrana ingår i släktet Haloragis och familjen slingeväxter. Inga underarter finns listade i Catalogue of Life.